# 寺洞区域
寺洞區域（朝鲜语：／ Sadong guyŏk */?）是朝鮮民主主義人民共和國首都平壤直轄市的一個區域，南江自東北注入大同江，並朝西流向平壤市中心。
2008年人口140,869人。下分13洞、6里。

## 行政区划
2022年3月24日，新设松花1洞、松花2洞、松新1洞和松新2洞。

## 經濟
大同江啤酒廠位於該區。

## 文化
美林騎馬俱樂部位於該區美林洞。